# Маркушич, Рудольф
Рудольф Маркушич (хорв. Rudolf Markušić; 4 февраля 1911, Пула, Истрийская жупания — 11 июня 1946, Лепоглава, Вараждинская жупания) — югославский легкоатлет, выступавший в метании копья. Участник летних Олимпийских игр 1936 года.

## Биография
Рудольф Маркушич родился 4 февраля 1911 года в австро-венгерском городе Пула (сейчас в Хорватии).
Выступал в легкоатлетических соревнованиях за «Славию» из Вараждина, ХАШК и «Конкордию» из Загреба. Трижды становился чемпионом Югославии в метании копья — в 1936 (54,48 метра), 1937 (57,90) и 1945 (54,69) годах.
В 1936 году вошёл в состав сборной Югославии на летних Олимпийских играх в Берлине. В квалификации метания копья поделил 20-21-е места с Нобору Уэно из Японии, показав результат около 55 метров.
Умер 23 декабря 1945 года или, по другим данным, 11 июня 1946 года в югославском городе Лепоглава (сейчас в Хорватии).

## Личный рекорд
- Метание копья — 63,20 (1939)[3]